# Henry Blatter
Henry Blatter (* 1. November 1966 in Leipzig) ist ein ehemaliger deutscher Handballspieler.
Henry Blatter war DDR-Juniorennationalspieler und spielte beim SC Empor Rostock. Während eines Handballturniers in München im Herbst 1986 setzte sich der 1,97 Meter große Rückraumspieler zusammen mit Fred Radig und Mario Wille von der Mannschaft ab. Laut Hamburger Abendblatt war die Flucht zuvor geplant, Blatter wurde in dem Bericht mit den Worten wiedergegeben, dass „die politische Situation, die ständige Beobachtung und die Meinungskontrolle“ in der DDR den drei Spielern nicht gepasst habe. Sie erhielten die Zusage, für ihre Flucht aus der DDR bei einer Rückkehr nicht bestraft zu werden, blieben aber in München und schlossen sich dem Bundesligisten MTSV Schwabing an. 1987 wechselten sie gemeinsam zum THW Kiel, dort blieb Blatter bis 1992. Danach spielte er beim TBV Lemgo, der HSG Dutenhofen/Münchholzhausen, dem SG Hameln und dem VfL Pfullingen. Zuletzt spielte er beim Regionalligisten HSG Augustdorf/Hövelhof.

## Sonstiges
Blatter hat in Kiel eine Ausbildung zum Versicherungskaufmann absolviert. Er ist verheiratet und hat vier Kinder.